# Vänge prästgård
Vänge prästgård är en prästgård i Vänge by och socken, Uppsala kommun. Prästgården är sedan 1993 byggnadsminne.
Här fanns tidigare en gård av centralsvensk gårdstyp, vilket bland annat storskifteskartan från 1790 visar. Huvudbyggnaden på prästgården, uppfördes i slutet av 1700-talet efter sexdelad plan, och beskrivs i synesprotokoll från 1828 vara i behov av putslagning, samtidigt uppfördes ett nytt brygghus och spannmålsbod. Då hovpredikanten Johan Israel Hammarin 1845 tillträdde som kyrkoherde i Vänge lät han på egen bekostnad uppföra en ny mangårdsbyggnad i flygel till den gamla. Samtidigt flyttades brygghuset för att ge prästgården ett öppnare, mer herrgårdsmässigt, utseende och humlegården flyttades till ladugården. Hammarin lät även anlägga en fruktträdgård i anslutning till prästgården. På 1860-talet brädfordrades huvudbyggnaden.
Genom prästlönereformen kom jordbruket att förlora sin betydelse och kom att utarrenderas. Den gamla mangårdsbyggnaden fungerade en tid som arrendatorsbostad, innan en ny sådan uppfördes på 1920-talet och byggnaden i stället blev församlingshem. 
I byggnadsminnet ingår även Vänge församlings gamla tiondebod.